# Pietro Fregoso (1412-1459)
Pietro Fregoso (Genova, 1412 – Genova, 14 settembre 1459) fu il 26º doge della Repubblica di Genova. Nel 1452 fu il primo doge ad essere insignito dell'onorificenza di Gran maestro dell'Ordine militare di San Giorgio per decreto imperiale di Federico III d'Asburgo.

## Biografia

### Primi anni

Stemma nobiliare dei Fregoso

Figlio di Battista Fregoso (doge per un solo giorno, il 24 marzo 1437, quando temporaneamente depose il fratello Tomaso Fregoso) e di Violante Spinola, nacque nel capoluogo ligure intorno al 1412 o 1417. 
A causa degli eventi storici e di potere sulla città che coinvolsero la famiglia Fregoso, fu costretto a vivere i suoi primi anni di vita e dell'adolescenza lontano da Genova e presumibilmente nel feudo levantino di Sarzana. Assieme ad altri componenti familiari, tra questi pure il padre, poté far ritorno nella capitale della Repubblica di Genova nel 1436 quando, cessata la dedizione genovese verso il Ducato di Milano di Filippo Maria Visconti, lo zio Tomaso Fregoso salì al potere dogale.
Per la tentata congiura di Battista ai danni di suo fratello Tomaso, pure Pietro Fregoso fu indirettamente coinvolto nell'esilio volontario da Genova, ma negli anni a seguire fu comunque al fianco di suo padre nella ricerca di alleati per tentare un nuovo assalto al potere che, di fatto, poi non avvenne. Appena ventenne si trasferì in Lombardia dove, assieme a Francesco Sforza, combatté in diverse campagne contro la signoria di Firenze e la Repubblica di Venezia. 
Deceduto il padre nel 1442 avviò una riconciliazione con lo zio Tomaso che, dopo il perdono e il riavvicinamento, lo nominò a capo della famiglia Fregoso affidandogli inoltre la tutela dei fratellastri Pandolfo, Tommasino e Paolo. Sempre dallo zio paterno ereditò alcuni possedimenti territoriali, tra questi il feudo di Gavi, nell'alessandrino, a sua volta donato a Tomaso Fregoso dai Visconti.
Con la caduta del dogato del Fregoso (dicembre 1442) ad opera degli Adorno, dovette nuovamente allontanarsi da Genova trovando rifugio presso la corte viscontea a Milano. Dal duca Filippo Maria Visconti ricevette l'investitura feudale su Novi, oltre che la riconferma del precedente feudo acquisito di Gavi. E da feudatario oltre i confini genovesi mise in atto una vera e propria guerra di pirateria contro lo stato genovese governato dagli Adorno ai danni, oltre che di Genova, in diverse occasioni pure contro i traffici commerciali del re Carlo VII di Francia. Solamente con la nomina a doge del cugino Giano Fregoso (30 gennaio 1447) ritornò nel capoluogo ligure dove assunse la carica di capitano generale della repubblica, la seconda per importanza nell'ordinamento dello stato.
Durante il dogato del cugino fu coinvolto in prima persona nelle fasi concitate che si susseguirono dopo la morte del duca Filippo Maria Visconti in quanto ancora possessore di quelle terre dell'Oltregiogo in mano ai Milanesi che ardentemente il cugino Giano Fregoso desiderava definitivamente sottomettere alla repubblica. E Pietro sposò la causa del doge rinunciando al feudo di Gavi e quindi favorendo, cercando la collaborazione della popolazione, la dedizione del territorio a Genova. Tuttavia non tutto l'Oltregiogo accettò l'ingresso nei domini genovesi e lo stesso Fregoso, posto a capo delle operazioni militari nel territorio, non con semplicità (usando talvolta pure la forza) riportò sotto il vessillo di San Giorgio le comunità di Gavi, Novi, Ovada e Voltaggio il 15 agosto 1447.
E per la positiva missione appenninica fu ancora Pietro Fregoso, ora luogotenente del doge, a capo della nuova guerra di Genova contro il confinante Marchesato di Finale del "nemico" dei Fregoso: il marchese Galeotto Del Carretto. Approvata la causa bellica dal Gran Consiglio della Repubblica il 15 novembre 1447, le truppe genovesi entrarono nel territorio finalese assediando e conquistando gli importanti siti di Castelfranco, Giustenice e Castel Gavone dove fu ferito in uno scontro; tuttavia, la definitiva sottomissione del marchesato avvenne solamente il 25 maggio 1449 sotto il dogato di Lodovico Fregoso.
E fu proprio il cugino Lodovico ad essere nominato dal consiglio elettore quale successore di suo fratello Giano nel dicembre 1448, una scelta che possibilmente e concretamente avrebbe potuto anche premiare lo stesso Pietro Fregoso per le sue qualità militari e diplomatiche dimostrate sul campo. Nonostante un rapporto simil distaccato o indifferente verso il nuovo doge, non certo eguale alla strettissima confidenza e vicinanza che ebbe invece con il defunto Giano, Pietro Fregoso fu ancora supremo comandante militare. 
Tuttavia la scalata alla massima carica dello stato sarebbe avvenuta circa due anni dopo quando, con la caduta dei consensi popolari verso Lodovico Fregoso per una serie di vicissitudini (gestione della Corsica, pestilenza e attacchi della marineria catalana), egli stesso di fatto favorì la deposizione del parente doge con l'aiuto di un altro esponente della famiglia: Nicolò Fregoso. 
Rifiutata la carica il vecchio zio Tomaso Fregoso quest'ultimo propose al consiglio il nome del nipote Pietro che, con 317 voti a favore (gli stessi di Giano), fu nominato trentatreesimo doge della Repubblica di Genova l'8 settembre del 1450; Nicolò Fregoso prese invece il suo posto nella carica di capitano generale.

### Il dogato

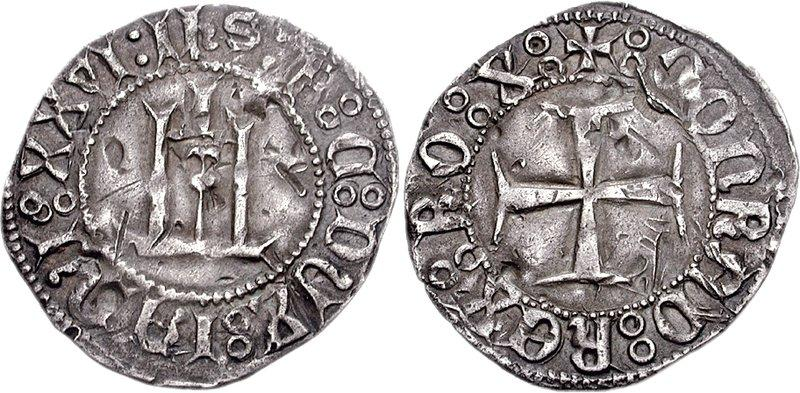
Grosso di Pietro II Fregoso tra il 1450 e il 1458

Il mandato di Pietro Fregoso, durato complessivamente otto anni, tra i più lunghi della storia genovese, non fu alquanto facile per la gestione da sempre conflittuale tra le principali nobili famiglie del capoluogo, i Fregoso compresi. Non pienamente accettata dalla nobiltà e dalle alte cariche fu la nomina del cugino Nicolò Fregoso a capitano generale della Repubblica - gli stessi nobili avrebbero preferito in quella carica più un fratello del doge Pietro - o ancora i comportamenti dell'ex doge Lodovico Fregoso, altro suo parente, tanto alleato quanto sovversivo verso lo stesso dogato. E oltre ai pericoli interni della sua famiglia, il mandato di Pietro Fregoso dovette ben presto far i conti con gli alleati - tra questi i Fieschi che di certo contribuirono alla sua nomina a doge - e soprattutto con gli storici avversari come gli Adorno.
Tra le prime difficoltà del dogato vi fu la delicata questione del Marchesato di Finale che conquistato militarmente dalla Repubblica di Genova qualche mese prima, a causa dell'intervento del re di Francia che venne in soccorso dell'ex marchese Giovanni Del Carretto, fu costretto a scendere a patti e restituire il piccolo territorio finalese alla signoria carrettesca con il trattato del 7 agosto 1451. Nell'inverno dello stesso anno per la costante minaccia di Alfonso V d'Aragona - ora alleato della Repubblica di Venezia - il doge Fregoso instaurò con le signorie di Milano e di Firenze una lega difensiva contro quest'ultimo.
Assicurata e solidarizzata un'alleanza per la protezione della repubblica genovese, Pietro Fregoso poté quindi avviare una sua personale controffensiva contro le guerre interne e di famiglia: promosse il bando per impiccagione dell'accusato Galeotto De Mari e contro il "traditore" ed ex capitano generale Nicolò Fregoso (giugno 1452), una scelta quest'ultima che destò scalpore nell'ambiente nobiliare, ma anche nel suo ramo familiare. Per evitare il sospetto di aver agito per favorire uno dei propri fratelli, il doge propose invece la nomina del fratello di Nicolò, Spinetta Fregoso.
Come fece nel 1437 lo zio doge Tomaso Fregoso, pure Pietro emanò nel 1452 nuove leggi per limitare il lusso negli ornamenti femminili e nelle cerimonie pubbliche. Accordatosi per alcuni scambi commerciali con il sultano di Tunisi, a luglio la sua attenzione fu rivolta nella colonia genovese di Pera (l'odierna Beyoğlu, in Turchia) dove sempre più pressante era la minaccia di guerra ad opera di Maometto II; al comando del cognato Giovanni Giustiniani Longo organizzò un buon esercito che partì alla volta dell'importante presidio di Costantinopoli. In contemporanea con il fronte d'oriente, un'altra e strategica colonia genovese, la Corsica, era ormai da mesi sotto assedio della marineria catalana (che riuscirono ad occupare stabilmente San Fiorenzo) e a nulla servirono le numerose trattative avviate a Napoli alla corte di Alfonso V d'Aragona da parte dell'ambasciatore genovese Gaspare Sauli. Con decreto del Gran Consiglio della Repubblica, datato al 19 maggio 1453, si optò per la cessione dei diritti e dell'isola corsa stessa verso il Banco di San Giorgio e ai suoi protettori.
Se sconquassati e pericolanti furono gli avvenimenti bellici in oriente e nelle colonie genovesi, non migliore fu invece la situazione in Terraferma e a Genova in particolare con il riprendere delle eterne lotte tra i fuoriusciti Adorno, Spinola e Fieschi contro il dogato. Con una popolazione genovese allarmata per la notizia del sequestro della nave di Oberto Squarciafico (4 luglio 1453) ad opera della marina catalana e che quindi, nonostante gli sforzi militari, ancora spadroneggiava nelle rotte commerciali genovesi, con maggior stupore e preoccupazione fu accolta dal popolo la notizia della caduta di Costantinopoli e di Pera in mano turca. Persa l'importante colonia, che gli storici segnaleranno come uno degli eventi più nefasti del suo lungo dogato, il doge Pietro Fregoso si vide quasi costretto a cedere le altre colonie sul mar Nero ancora in mano ai Genovesi al Banco di San Giorgio tra il 1453 e il 1454.
Per far fronte ad un nuovo attacco armato della marineria genovese ai danni di Alfonso V d'Aragona, il doge dovette scendere a patti con molte personalità pure nemiche per congiungere gli sforzi; tra questi Gian Filippo Fieschi, conte di Lavagna, che dopo un trattato di pace il 1º gennaio 1454 ottenne da Pietro Fregoso pressoché il dominio sul levante ligure in cambio del suo aiuto. E con la nomina di ammiraglio il Fieschi salpò da Genova il 7 aprile alla volta di Napoli assieme ad otto navi per condurre lo scontro finale contro l'aragonese. Un assalto quello genovese che fu però fallimentare per un probabile tradimento dello stesso Fieschi e per l'imperizia di Tommasino Fregoso inviato in seguito dal fratello doge in aiuto alla flottiglia repubblicana. Ben presto la Repubblica di Genova dovette subire il contrattacco di Alfonso V d'Aragona, un assedio che gestì praticamente da sola per la mancanza di alleati e che in poco tempo portò le truppe napoletane all'interno delle mura della città. Forte dell'appoggio dei fuoriusciti genovesi - tra questi gli Adorno e i Fieschi - il sovrano aragonese arrivò tuttavia ad una tregua con il doge e con Genova anche grazie ad una forte mediazione dello Stato Pontificio.
Il resto del mandato proseguì con una gestione sempre più difficile del governo e con una Genova sempre assediata dalle navi catalane e soprattutto dilaniata dalle guerre interne. La situazione si strascinò fino al febbraio 1458 quando, isolato e stretto, Pietro Fregoso prese la decisione di abdicare e di formalizzare quella che da lì a breve sarebbe diventata una nuova dedizione di Genova verso la corona d'oltralpe di Carlo VII di Francia.
Durante il suo dogato viene ricordato inoltre per aver coniato, forse per la prima volta, dodici monete in argento con la raffigurazione incisa del monogramma di Gesù - JHS - esprimendo, come sostengono gli storici, il proprio credo religioso cattolico.

### Gli ultimi anni
Avviata dal marzo 1458 la "protezione" francese su Genova con la nomina del nuovo governatore Giovanni II di Lorena, Pietro Fregoso ottenne dal sovrano una lauta pensione e a mo' di garanzia i feudi di Novi e Voltaggio. Pentito della scelta di assoggettare la repubblica genovese al regno d'oltralpe per la successiva morte di Alfonso d'Aragona e di altri capi della fazione Adorno, con un pretesto cercò la rivolta contro il governatore francese.
Fuggito da Genova, Pietro Fregoso trovò rifugio a Milano alla corte del duca Francesco Sforza dove, anche grazie ad un appoggio del re di Napoli Ferrante I d'Aragona, studiò un fallimentare colpo di Stato. Tornato a Genova per il suo piano vi trovò invece la morte il 14 settembre 1459 per mano di Giovanni Cossa.

### Vita privata
Sposato con Bartolomea Grimaldi ebbe sei figli di cui uno, Battista, diverrà anch'esso doge di Genova.